# Krunefossen
Krunefossen er et vandfald i Kjenndalen i Stryn kommune i Vestland fylke i Norge. Vandfaldet får vand fra Krunebreen, en gletcherarm af Jostedalsbreen, lige nord for Kjenndalsbreen.